# حامل الإصبع الاسود
حامل الإصبع الاسود أو دوسكي مورونغ (الاسم العلمي: Dactylophora nigricans)، نوع من أسماك شعاعيات الزعانف البحرية.
والتي يُنظر إليها تقليديًا على أنها تنتمي إلى فصيلة إصبعيات الشفة، والتي يُعرف أفرادها عادةً باسم المورونغيات. موطنها الأصلي الشعاب الساحلية الغربية والجنوبية لأستراليا. وهو النوع الوحيد المعروف في جنسه (حامل الإصبع).